# لصوصية

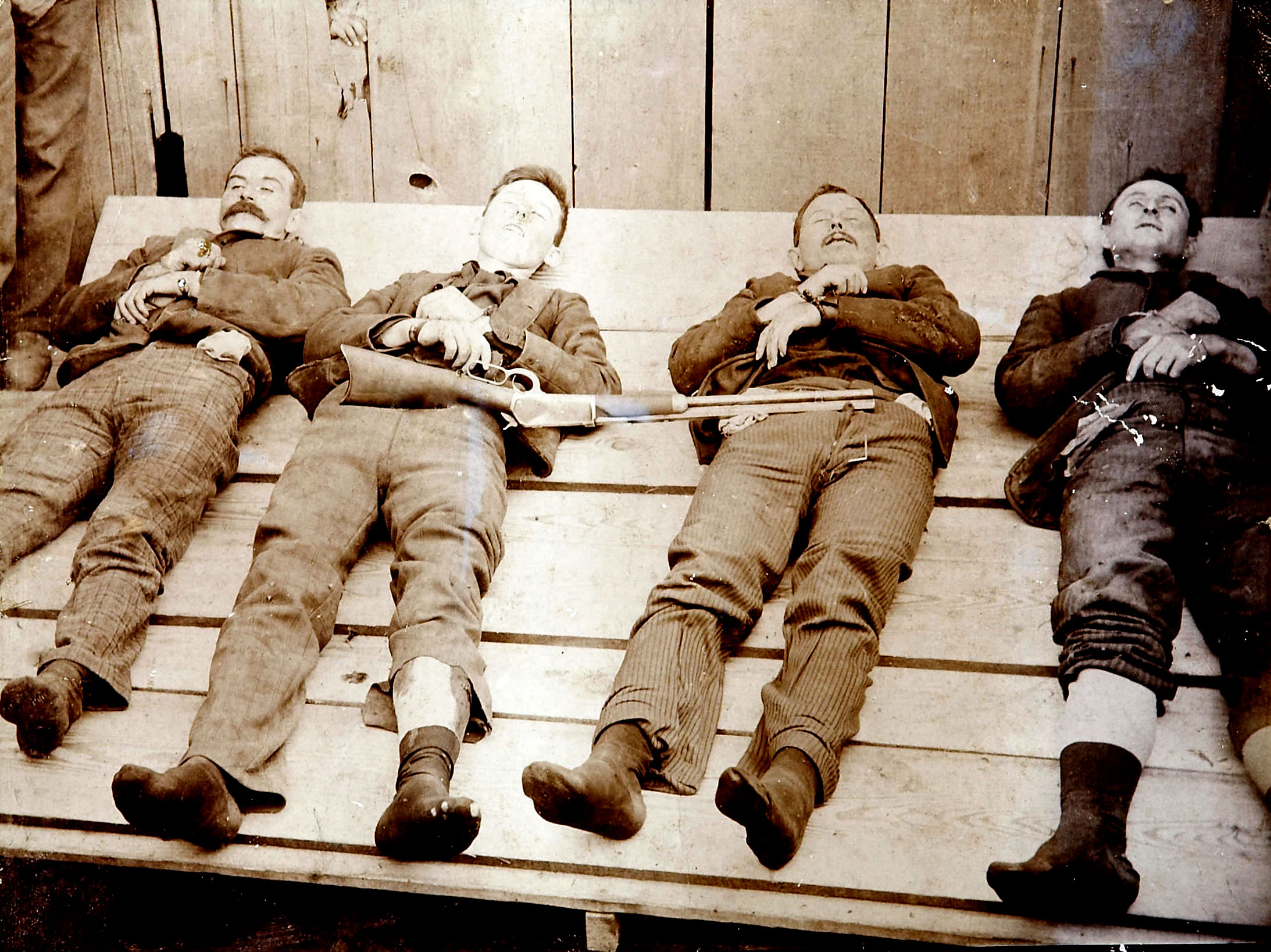
أفراد من عصابة دالتون 1892.

اللصوصية أو قطع الطرق هو أسلوب حياة قطّاع الطرق. وصف قاموس اللغة الانجليزية الجديد الخاص بالمصطلحات التاريخية مصطلح "اللصوصية" في عام 1885 بأنه "الشخص الخارج عن القانون، وعادةً ما يُطلق على أعضاء العصابات المنظمة التي تغزو المناطق الجبلية في إيطاليا، وصقلية، وإسبانيا، واليونان، وايران وتركيا.

## أصل الكلمة
نشأ مصطلح اللصوصية الذي قُدِّم إلى اللغة الإنجليزية عبر اللغة الإيطالية منذ عام 1590 مع الممارسات القانونية الجرمانية المبكرة التي كان يقوم بها المجرمون الخارجون عن القانون. كان المصطلح القانوني في الإمبراطورية الرومانية المقدسة هو Acht أو Reichsacht، وتُرجم إلى «الحظر الإمبراطوري». في الإيطالية الحديثة تعني كلمة "bandito" المعاصرة حرفيًا الشخص المحظور.

## التاريخ
أُعدمت أكثر من 5000 عصابة لصوصية من قبل البابا سيكتوس الخامس في السنوات الخمس التي سبقت وفاته في عام 1590، ولكن هناك ما يزيد عن 27000 عصابة طليقة في جميع أنحاء إيطاليا.
كان النهب أحد أكثر ردود الفلاحين شيوعًا على الظلم والمشقة. كما صاحب نمو جيوش أمراء الحرب في الصين زيادة هائلة في نشاط العصابات في الفترة الجمهورية. بحلول عام 1930، كان إجمالي عدد قطّاع الطرق يقارب 20 مليون واحدًا.

## اللصوصية الاجتماعية
تعد اللصوصية الاجتماعية شكلاً شائعًا للمقاومة الاجتماعية في الطبقة الدنيا التي تتضمن سلوك غير قانوني ولكنها مدعومة من قبل مجتمع أوسع (عادةً مجتمع الفلّاحين) وتُعتبر سلوك أخلاقي ومقبول عندهم. اختُرع مصطلح اللصوصية الاجتماعية من قبل المؤرّخ الماركسي إريك هوبسباوم في كتابه (الثورات القديمة) في عام 1959 وكتاب (اللصوصية) في عام 1969. وصف هوبسباوم اللصوصية الاجتماعية كشكل بدائي من النضال الطبقي والمقاومة الطبقية في مجتمعات ما قبل الصناعية والمناطق الحدودية.
إن اللصوصية الاجتماعية هي ظاهرة منتشرة في العديد من المجتمعات عبر التاريخ المسجّل وما زالت هناك أشكال منها كالقرصنة والجرائم المنظّمة. ناقش علماء الاجتماع فيما بعد إمكانية تطبيق المصطلح على أشكال أكثر حداثة للجريمة مثل عصابات الشوارع والاقتصاد المرتبط بتجارة المخدرات غير المشروعة.

## إريك هوبسباوم
كانت أطروحة هوبسباوم الأساسية هي أن الخارجين عن القانون كانوا أفرادًا يعيشون على أطراف المجتمعات الريفية عن طريق السرقة والنهب، الذين غالبا ما يُنظر إليهم من قبل الناس العاديون على أنهم أبطال أو منارات للمقاومة الشعبية. وصفها هوبسباوم بأنها شكل من أشكال «الحركة الاجتماعية السابقة للتاريخ» التي تناقض الحركة العمالية المنظمة. يناقش كتاب هوبسباوم اللصوصية ودعم فكرته بأمثلة عديدة وذكر منهم: بانشو فيلّا، ولامبيو، ونيد كيلي، وديك توربين، ساندور روسا، بيلي ذا كيد، وكارمين كروكّو.
قال هوبسباوم في كتابه:

### نقد
إنتقد المؤرخون وعلماء الأنثروبولوجيا مثل جون س. كوليوبولوس وبول سانت كاسيا نظرية اللصوصية الاجتماعية مؤكدين على الاستخدام المتكرر للصوصية من قبل السلطات العثمانية في قمع الفلاحين للدفاع عن الدولة المركزية. في حالة هوبسباوم، كانت المشاعر متعلقة بالسياسة أكثر من كونها متعلقة بالقومية مما يبقى الشكل السائد والغامض لتلك الفئة من الناس.

## ألمانيا النازية
في ألمانيا النازية، كانت عقيدة (قتال العصابات) تعني أن معارضي النظام صوِّروا على أنهم «قطاع طرق» أي المجرمين الخطرين الذين لم يستحقوا أي اعتبار كبشر. كانت تُقمع أي معارضة بكلٍ قسري وعادةً عن طريق القتل الجماعي للمدنيين الذين يعيشون في المناطق التي تسيطر عليها الحزبية.
أصول
في ظل الإمبراطورية الألمانية التي أنشأها بسمارك في عام 1871 بعد الحرب الفرنسية البروسية التي تشكّلت أيضًا مع اتحاد خمس وعشرين ولاية ألمانية في ظل حكم الملك هوهنتسولرن. ازدهرت النزعة العسكرية البروسية والتقاليد العسكرية التي شملت العقيدة العسكرية لأطروحة انطوان هنري جوميني في 1837 حيث وضعت خطة لشن الحرب. بعض النظريات التي وضعها جوميني تحتوي على تعليماتٍ لعملياتٍ هجومية مكثفة وضرورة تأمين «خطوط العمليات». اعتبر ضباط الجيش الألماني ذلك أنه ينبغي إيلاء اهتمام كبير للعمليات اللوجستية المستخدمة في خوض الحرب. كانت الخطة تنص على أنه في الخلف كما في المقدمة وهذا بالتأكيد ينطوي على عملياتٍ أمنيةٍ لحماية الخطوط.
شملت العمليات الأمنية البروسية خلال الحرب الفرنسية البروسية استخدام قوات لاندفير التي تراوحت واجباتها بين حراسة خطوط السكك الحديدية إلى أخذ الرهائن والقيام بأعمال انتقامية ضد الجيش الفرنسي. أراد وزير خارجية بروسيا في عهد فيلهلم الأول والمستشار الألماني لاحقاً أوتو فون بسمارك أن يموت الفرنسيون بالإعدام بالرصاص وشجعوا قادته العسكريين على إحراق القرى التي كانوا يسكنون فيها.
دُمج المزيد من الجهات العسكرية الرسمية مثل رئيس السكك الحديدية الميدانية، وفيلق السكك الحديدية العسكرية، وقادة المناطق، والمحاكم العسكرية الخاصة، ووحدات الإستخبارات، والشرطة العسكرية ذات المهام والمسميات المختلفة في النظام البروسي لتعزيز العمليات الأمنية على طول خطوط العمليات العسكرية. هكذا كان تراث الحرب الألمانية المناهضة للحزبية.
من الناحية العملية، كانت المحاولات الأولى لإستخدام التكتيكات التي ستتطور فيما بعد إلى ما يسمى قتال العصابات التي نُفذت في الصين في أعقاب ثورة بوكسر بعد اختفاء ضابطين ألمان، الشيء الذي دُعم بأكثر من خمسين عمليةٍ بواسطة القوات الألمانية الذين أضرموا النار في قرية واحتجزوا السجناء منها.
```
بعد فترةٍ وجيزة من هذه العمليات، زّوِد المشاة بكتيب «العمليات ضد قطّاع الطرق الصينيين». مع ذلك، كان التطبيق الكامل الأول لقتال العصابات في الواقع هو عن طريق الإبادة الجماعية التي ارتكبها هيريرو وناماكوا، وهي حملة من الإبادة العرقية والعقاب الجماعي الذي قامت به الإمبراطورية الألمانية في جنوب غرب إفريقيا (ناميبيا الحديثة) ضد السكان.
```

## الحرب العالمية الأولى
تجاهل الجيش الألماني العديد من الإتفاقيات الأوروبية للحرب خلال الحرب العالمية الأولى بين آب/أغسطس وتشرين الأول/أكتوبر عام 1914 وقتلوا 6500 مواطن فرنسي وبلجيكي. اندمجت خلال فترة الحرب كل من المعلومات الإستخبارية المتكاملة في ألمانيا، والشرطة، وشبكات الحراسة، وتدابير مراقبة الحدود لتحديد العمليات الأمنية للجيش الألماني. على طول الجبهة الشرقية في وقت ما في أغسطس 1915، أنشأ المشير فالكنهاين حكومة عامة تحت قيادة الجنرال فون بيسلير، وخلق بنية تحتية لدعم العمليات العسكرية الجارية التي شملت مواقع الحراس والدوريات وشبكة الأمن.
الحفاظ على الأمن يعني التعامل مع السجناء البروس الذين حاول العديد منهم تخريب الخطط الألمانية وقتل الجنود الألمان، لذلك نُفِذت العديد من إجراءات التهدئة القاسية وإجراءات إرهابية للتعامل مع هؤلاء الثوار (بما في ذلك الانتقام الوحشي ضد المدنيين) والمعروف باسم قطع الطرق. طُبِقت في وقتٍ سابق ممارسات مماثلة في كل من المناطق الشرقية والغربية التابعة للاحتلال الألماني.

## الحرب العالمية الثانية
كانت سياسة الجيش الألماني لردع الأنشطة الحزبية أو «اللصوصية» ضد قواته هي نشر الرعب بين السكان حتى يفقدوا كل الإرادة للمقاومة. حتى قبل بدء الحملة النازية في الشرق، جرّد هتلر جنوده من مسؤولية ممارسة الوحشية ضد المدنيين لأنه كان يتوقع من جنوده وقوات الشرطة أن يقتلوا أي شخص كان ينظر إلى القوات الألمانية.
استُبدل مصطلح «قطع الطرق» بمصطلح «الحرب المناهضة للحزب» في عام 1941 في فترة الحرب العالمية الثانية ليصبح المبدأ التوجيهي للحرب الأمنية في ألمانيا النازية وسياساتها المهنية وذلك تبعًا لإصرار عضو الحزب النازي (هاينريش هيملر) نتيجةً لأسباب نفسية حيث كانت اللصوصية أكثر تفضيلاً.
في يوليو 1942، عُيّن هاينريش هيملر رئيس القوات الخاصة لقيادة المبادرات الأمنية في المناطق الخلفية. كانت أحد أفعاله الأولى في هذا الدور هو حظر استخدام مصطلح «الحزبية» لوصف مكافحة المتمردين واستخدم مصطلح «قطّاع الطرق» بدلًا منه. أصرّ هتلر على أن هيملر مسؤول فقط عن محاربة العصابات ما عدا تلك الموجودة في المناطق الخاضعة للإدارة العسكرية. هذه المقاطعات كانت تحت سلطة الفيرماخت.
شهد التطرف في الحرب ضد قطّاع الطرق مزيدًا من الزخم في توجيه من هتلر حيث عُرف هدف الحرب الأمنية بأنه «إبادة كاملة». دعا التوجيه قوات الأمن إلى العمل بوحشية مطلقة، مع توفير الحصانة من المقاضاة على كل الأعمال التي ارتكبت أثناء عمليات قتال عصابات قطّاع الطرق.
تبنّت القوات الخاصة الحرب الواقعة في المناطق الخلفية من المناطق الخاضعة للإدارة المدنية، وتوضّحت نوايا الحرب الأمنية في تدمير وإخلاء السكان من أماكن تجمع قطّاع الطرق وتحويل هذه الأماكن إلى مناطق ميتة.